# Tomáš Dvořák
Tomáš Dvořák (ur. 11 maja 1972 w Gottwaldovie) – czeski lekkoatleta, wieloboista. Trzykrotny mistrz świata w dziesięcioboju, trzykrotny olimpijczyk (1996, 2000, 2004), w tym medalista olimpijski z 1996 roku.
W 1999 wybrany najlepszym lekkoatletą Czech i Europejskim Lekkoatletą Roku, wielokrotnie zajmował także wysokie miejsca w rankingach na najlepszego lekkoatletę Europy i świata.

## Kariera sportowa
Od 1988 trenuje w klubie sportowym ASC Dukla Praha pod okiem trenera Zdenka Váňy.
Największe osiągnięcia w karierze sportowej: 
- dziesięciobój
  - igrzyska olimpijskie: IO 1996, Atlanta – 3 m., IO 2000 Sydney – 6 m. (problemy zdrowotne)
  - mistrzostwa świata: MŚ 1997 (Ateny) – 1 m., MŚ 1999 (Sewilla 1999) – 1 m., MŚ 2001 (Edmonton) – 1 m.
  - Igrzyska Dobrej Woli - złoty medal (Brisbane 2001)
  - Mistrzostwa Europy juniorów w lekkoatletyce - srebrny medal (Saloniki 1991)
- siedmiobój:
  - mistrzostwa świata: HMŚ 1995 (Barcelona) – 2 m.
  - mistrzostwa Europy: HME 1996 (Sztokholm) - 2 m., HME 2000 (Gandawa) – 1 m., HME 2002 (Wiedeń) – 2 m.

4 lipca 1999 wynikiem 8994 pkt. pobił rekord świata w dziesięcioboju, który został pobity 2 lata później przez jego rodaka Romana Šebrle. Obecnie jest to piąty rezultat w historii dziesięcioboju. W roku 2000 pobił rekord Europy w siedmioboju – 6424 pkt, poprawiony dopiero w 2004 przez Šebrle, jest to obecnie ósmy wynik w historii tej konkurencji.
W 2006 roku wystąpił w czeskiej edycji Tańca z gwiazdami.